# Ernst Reiter (Biathlet)
Ernst Reiter (* 31. Oktober 1962 in Traunstein) ist ein ehemaliger deutscher Biathlet.
Ernst Reiter war einer der erfolgreichsten deutschen Biathleten in den 1980er-Jahren und einer der festen Bestandteile der bundesdeutschen Staffel bei Großereignissen. Im Biathlon-Weltcup erreichte er viele Platzierungen unter den besten Zehn. Seine besten Ergebnisse erreichte er in Ruhpolding, wo er 1987 Dritter wurde und 1988 ein Einzel gewann.
Bei internationalen Großereignissen konnte sich Reiter mehrfach gut platzieren. So gewann er bei den Olympischen Winterspielen 1984 von Sarajevo gemeinsam mit Walter Pichler, Peter Angerer und Fritz Fischer hinter der Sowjetunion und Norwegen die Bronzemedaille. Dafür wurden er und die deutsche Biathlonmannschaft vom Bundespräsidenten mit dem Silbernen Lorbeerblatt belohnt, bestes Resultat bei den Biathlon-Weltmeisterschaften 1985 in Ruhpolding war Platz sechs im Einzel. Zwei Jahre später in Lake Placid platzierte er sich im Einzel auf dem achten, im Sprint auf dem 15. Rang. Mit der Staffel (mit Herbert Fritzenwenger, Angerer, Fischer) gewann er hinter der Staffel der DDR und der Sowjetunion erneut Bronze. Noch erfolgreicher verliefen die Olympischen Spiele 1988 von Calgary. Hier erreichte er im Einzel zwar nur den 29. Platz und wurde 19. im Sprint, doch mit der bundesdeutschen Staffel (Stefan Höck, Angerer, Fischer) gewann er Silber hinter der sowjetischen Staffel. Seine letzten Weltmeisterschaften lief Reiter 1989 in Feistritz an der Drau. Dort wurde er 18. im Sprint und 17. im Einzel. 1986 und 1989 gewann er den Titel des Deutschen Meisters im Einzel.
Nach seiner aktiven Sportkarriere machte Ernst Reiter sein Hobby zum Beruf und arbeitet seit vielen Jahren als PGA-Golfprofessional. Er gründete das Unternehmen Reiter Sport Performance, das sich auf Golf- und Biathlontraining spezialisiert hat. Ursprünglich im Chiemgau ansässig, verlegte er den Sitz des Unternehmens im Jahr 2024 nach Innsbruck, Tirol, wo sich nun sein Lebensmittelpunkt befindet.
Ernst Reiter ist Vater von drei Kindern und Großvater von drei Enkelkindern.

## Biathlon-Weltcup-Platzierungen
| Platzierung | Einzel | Sprint | Verfolgung | Massenstart | Staffel | Gesamt |
| ----------- | ------ | ------ | ---------- | ----------- | ------- | ------ |
| 1. Platz    | 1      |        |            |             |         | 1      |
| 2. Platz    |        |        |            |             | 1       | 1      |
| 3. Platz    | 1      |        |            |             | 2       | 3      |
| Top 10      | 9      | 3      |            |             | 3       | 15     |
| Punkteränge | 12     | 9      |            |             | 3       | 24     |
| Starts      | 15     | 15     |            |             | 3       | 33     |

(Die Daten sind wegen lückenhafter Datenbestände nicht komplett)